# بارکلی (ایلینوی)
بارکلی (به انگلیسی: Barclay) یک منطقهٔ مسکونی در ایالات متحده آمریکا است که در شهرستان سانگامون، ایلینوی واقع شده‌است. بارکلی ۱۷۴٫۰۴ متر بالاتر از سطح دریا واقع شده‌است.